# La ciudad de los prodigios
La ciudad de los prodigios es una novela del escritor español Eduardo Mendoza, publicada en 1986 por la editorial Seix Barral. En ella se hace un retrato vivo de la evolución de la ciudad de Barcelona entre las Exposiciones Universales de 1888 y 1929. No se trata de una novela histórica al uso, como ya advierte su autor en el prólogo, sino de una transcripción de la memoria colectiva de una generación de barceloneses. Tomándose las licencias literarias necesarias para fraguar una historia novelada, Eduardo Mendoza nos muestra la evolución de una sociedad completa desde su estancamiento inicial hasta su desarrollo industrial, económico y social. Cada momento de la historia de una ciudad llamada a ser en el futuro una de las más europeas de las ciudades españolas. Fue incluida en la lista de las 100 mejores novelas en español del siglo XX del periódico español «El Mundo».

## Origen

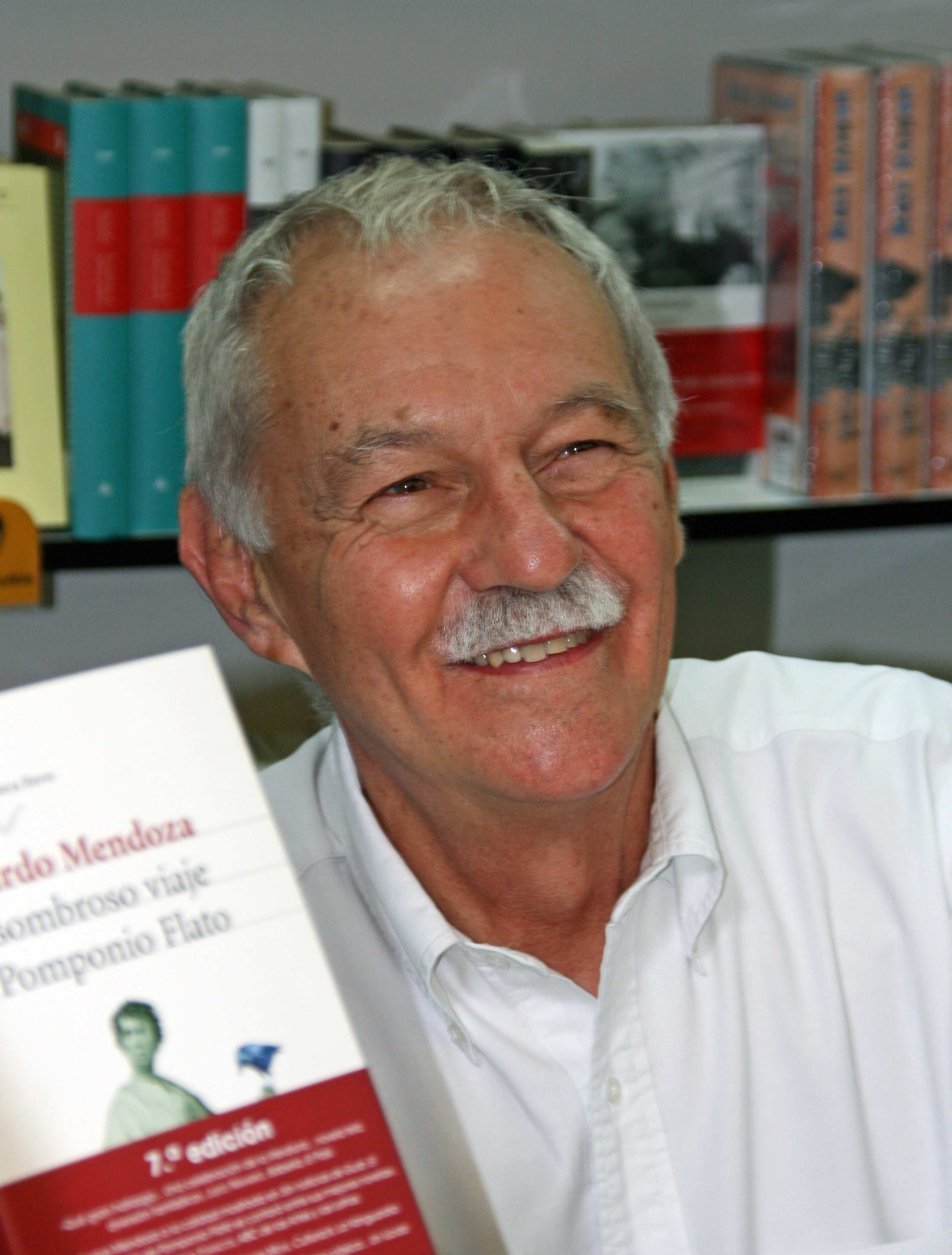
El autor en 2008

En las notas del autor a la reedición de la novela en 2001, Mendoza comentó que comenzó a escribir La ciudad de los prodigios poco después de la publicación de La verdad sobre el caso Savolta, aunque no consiguió acabarla hasta varios años más tarde, con varias interrupciones e incursiones en otros géneros que dieron lugar a novelas como El misterio de la cripta embrujada y El laberinto de las aceitunas. Mendoza comenzó a escribir la novela fuera de su ciudad natal, Barcelona, aunque abandonó el proyecto en beneficio de otros y la rescató años después una vez instalado en la Ciudad Condal, donde reescribió el manuscrito, según sus palabras, "con la intención de recuperar la imagen de una ciudad que era la mía, pero de la que había estado ausente en unos años cruciales".

## Trama
El hilo conductor de toda la trama es Onofre Bouvila, representante del ideario colectivo de las clases sociales más bajas. Es un joven de origen humilde que, gracias a sus propios esfuerzos, se convierte en uno de los hombres más ricos e influyentes no solo de Cataluña sino de toda España: un personaje sórdido y cruel, sin escrúpulos, que atesora poder y bienes gracias a sus maniobras inteligentes pero también salvajes. La historia de Onofre Bouvila estará fuertemente influida por la aparición en ella de tres mujeres. Una pitonisa le dirá que una lo haría rico, otra lo encumbraría y otra lo haría feliz. Son estas tres mujeres las que directa o indirectamente aportarán a Onofre los instrumentos necesarios para ascender social y económicamente, las que influirán en su formación como personaje, las que crearán en torno a él un mundo completo y complejo. 
Los inicios de Onofre en Barcelona comienzan como repartidor de panfletos de ideario anarquista en la construcción de la futura Exposición Universal de Barcelona (1888) en el Parque de la Ciudadela. A medida que avanza el relato se hilvanan los inicios de Onofre en Barcelona con su pasado humilde en "la Cataluña agreste, sombría y brutal que se extiende al sudoeste de los Pirineos", de la cual su padre, Joan Bouvila, emigró a Cuba con el propósito de prosperar económicamente dejando atrás a su familia. Sin embargo, Onofre descubre a su regreso que su padre no solo no logró prosperar en América, sino que ocultó una falsa fortuna para conseguir adelantos de dinero en Cataluña que se transformaron en deudas. A raíz de estos sucesos, Onofre decide dejar atrás su pasado y trasladarse a la ciudad para conseguir el sueño roto de su padre Joan.
El reparto de panfletos anarquistas sitúa a Onofre en una situación delicada con la Policía hasta que es contratado por Humbert Figa i Morera, un abogado especializado en defender a ladrones y esbirros de la sociedad que se convierte en el jefe de uno de los grupos de la mafia local. En el grupo comienza a medrar en la organización al tomar sus propias decisiones al margen de las órdenes de Figa i Morera, haciendo frente a otro grupo de la mafia liderado Alexandre Canals i Formiga. En un día desmantela la organización de Canals i Formiga ordenando asesinar al propio Alexandre y a la mayoría de sus esbirros, sin el consentimiento de Figa i Morera, y toma el poder de su organización, donde introduce a Don Braulio como líder y a sus principales amigos, Efrén Castells y Odón Mostaza, como recaderos.
Como principal valido de Figa i Morera, Onofre amasa una gran fortuna con la hipoteca de la casa de sus padres y con la especulación inmobiliaria sobre terrenos del plan de ordenación urbana de Barcelona. Además, obtiene de Figa i Morera el permiso de casarse con su hija Margarita, convirtiendo al abogado en su suegro. Sin embargo, su compromiso matrimonial se ve obstaculizado por el interés de su madre en casar a Margarita con Canals i Rataplán, hijo del difunto Canals i Formiga. Para eliminar a Canals i Rataplán, ordena a su amigo Odón Mostaza que lo asesine y aprovecha el crimen para que la Policía encarcele a su amigo y eliminar a un posible competente dentro de su equipo. 
Con el ahorcamiento de Mostaza, Onofre saca de la cárcel a Delfina y la convierte en Honesta Labroux, una actriz con la que pone en marcha una empresa cinematográfica pionera en España. Sin embargo, la empresa se convierte al poco tiempo en un fiasco económico que se suma al Golpe de Estado de Primo de Rivera en 1923, motivo que le obliga a exiliarse en su pueblo natal. Tras poner a Efrén Castells como titular de sus negocios, Onofre se refugia en el hogar de su hermano Joan, alcalde del municipio. Sin embargo, el asesinato de un cura en el pueblo lo motiva a volver a Barcelona, donde Efrén rehúsa devolverle la titularidad de sus negocios, aludiendo que "podría traerle problemas con el Gobierno".

## Adaptación cinematográfica
La novela fue adaptada al cine en 1999 en la película de título homónimo dirigida por Mario Camus e interpretada entre otros por Olivier Martinez (Onofre Bouvila) y Emma Suárez (Delfina).Y Loquillo (Efren Castells)